# Gaëtan Bussmann
Gaëtan Bussmann (Épinal, 2 februari 1991) is een Frans voetballer die bij voorkeur als linksback speelt. Hij verruilde FC Metz in augustus 2015 voor 1. FSV Mainz 05.

## Clubcarrière
Bussmann debuteerde op 20 augustus 2010 in het betaald voetbal toen hij met FC Metz een wedstrijd in de Ligue 2 speelde, thuis tegen Vannes OC. In zijn debuutseizoen speelde hij twaalf competitieduels. In januari 2012 werd hij voor zes maanden uitgeleend aan SAS Épinal, de club uit zijn geboortestad waarvoor hij in de jeugd speelde. In 2014 promoveerde hij met FC Metz naar de Ligue 1. Bussmann maakte op 9 augustus 2014 zijn debuut hierin, uit tegen Lille OSC. Metz degradeerde aan het eind van het seizoen.

## Interlandcarrière
Bussman kwam uit voor diverse Franse nationale jeugdelftallen. Hij speelde onder meer negen interlands voor Frankrijk –19 en drie interlands voor Frankrijk –20. Met Frankrijk –19 won hij het EK onder 19 jaar, dat in 2010 in Frankrijk werd georganiseerd.

## Erelijst
| Competitie            |         |         |         |         |
| Competitie            | Aantal  | Jaren   |         |         |
| FC Metz               | FC Metz | FC Metz | FC Metz | FC Metz |
| --------------------- | ------- | ------- | ------- | ------- |
| Kampioen Ligue 2      | 1x      | 2013/14 |         |         |
| Frankrijk -19         |         |         |         |         |
| Europees kampioen -19 | 1x      | 2010    |         |         |

1 Rieß ·
2 Mwene ·
3 Jenz ·
4 Barkok ·
5 Leitsch ·
6 Sano ·
7 Lee ·
8 Nebel ·
9 Onisiwo ·
11 Sieb ·
14 Hong ·
16 Bell ·
17 Vidović ·
18 Amiri ·
19 Caci ·
21 Da Costa ·
22 Veratschnig ·
25 Hanche-Olsen ·
27 Zentner ·
29 Burkardt ·
30 Widmer  ·
31 Kohr ·
33 Batz ·
41 Shabani ·
44 Weiper ·
47 Dal ·
Coach: Henriksen
· Assistent-coach: Silberbauer